# 守捉
守捉，唐朝官制，是唐朝在边地的驻军机构，其主要分布在河东道、河北道、剑南道、陇右道与西域，大致于今天山西、河北、辽宁、四川、甘肃、内蒙古额济纳旗及新疆。唐代边兵守戍者，大者称军，小者称守捉、城、镇，各机构皆有使。守捉为唐朝独有，而别朝所无之职官，守捉驻兵300至7000多人不等。唐代西北军屯人员来源主要有四：
1. 正规部队，数量较大，大多是从陇右道和山东等地征调来的青壮年；
2. 内地犯人，流配后被分编在各地区的屯垦部队门，目的是便于随时监督和管理；
3. 当地各族参与基层军垦者，西北边塞，人丁缺乏，特别是烽隧的烽子难以依制配定，因此就出现了一种雇人代替烽子上番的情况；
4. 健儿及随军家属，一般指願意留下来，继续应募的戍兵，即继续守边的退伍军人。

有关于守捉机构中的官职，据新疆洛浦县出土的两件文书（编为L1号和L2），L2号文书中不称“使”，而称“将军”，有“副守捉将军”官名，“守捉将军”和“副将军”很可能是使与副守的别称。然而，据古突厥碑文，“都督”(tutuq)与“将军”(säηün)却是由中原引入后突厥汗国与回鹘汗国中的重要官职名称，因此在西北方边地，文书中将守捉的“使”称为“将军”更符合常理。

## 守捉列表
下列为唐朝陇右道及西域的各守捉城。

### 今甘肃境内
- 平夷守捉城
- 绥和守捉城
- 合川守捉城
- 赤水守捉城
- 乌城守捉城
- 蓼泉守捉城
- 张掖守捉城
- 交城守捉城
- 酒泉守捉城
- 白亭守捉城

### 今内蒙古额济纳旗境内
- 百帐守捉城
- 豹文山守捉城
- 威远守捉城
- 同城守捉城

### 今新疆北部境内
- 罗护守捉城
- 赤亭守捉城
- 独山守捉城
- 张三城守捉城
- 沙钵城守捉城
- 冯洛守捉城
- 耶勒城守捉城
- 俱六城守捉城
- 张堡城守捉城
- 乌宰守捉城
- 叶河守捉城
- 黑水守捉城
- 东林守捉城
- 西林守捉城

### 今新疆南部境内
- 兰城守捉城
- 坎城守捉城
- 葱岭守捉城
- 于术守捉城
- 榆林守捉城
- 龙泉守捉城
- 东夷僻守捉城
- 西夷僻守捉城
- 赤岸六守捉城